# Ilse Donath
Ilse Donath (* 18. Oktober 1923 in Köslin in Pommern) gehörte Anfang der 1950er Jahre zu den besten deutschen Tischtennisspielerinnen. 1952 gewann sie die Deutsche Tischtennis-Meisterschaft im Einzel, 1953 wurde sie Vizemeisterin.
Mit Eintracht Frankfurt wurde Donath dreimal deutscher Mannschaftsmeister. Der DTTB setzte sie 1952 und 1953 auf den ersten Platz der Rangliste und lud sie ab 1951 sechsmal zu Länderspielen ein.
Ilse Donath lebt in Freudenstadt.

## Sportliche Erfolge
- Nationale deutsche Meisterschaften
  - 1950 in Rheydt:         3. Platz Mixed (mit Kurt Seifert)
  - 1952 in Berlin:         1. Platz Einzel
  - 1953 in Herford:        2. Platz Einzel
  - 1954 in Berlin-Ost:     3. Platz Doppel (mit Hilde Bussmann)

- Deutsche Mannschaftsmeisterschaft mit Eintracht Frankfurt
  - 1948 in Marburg:            1. Platz
  - 1949 in Frankfurt am Main:  2. Platz
  - 1951 in Eisenach:           2. Platz
  - 1952 in Leipzig:            1. Platz
  - 1953 in Wuppertal:          1. Platz

- Vereine
  - SG Fechenheim
  - etwa ab 1947: Eintracht Frankfurt

| Personendaten    | Personendaten                 |
| ---------------- | ----------------------------- |
| NAME             | Donath, Ilse                  |
| KURZBESCHREIBUNG | deutsche Tischtennisspielerin |
| GEBURTSDATUM     | 18. Oktober 1923              |
| GEBURTSORT       | Köslin (Pommern)              |